# Baltic Aviation Academy
BAA Training - (бывшая Baltic Aviation Academy и дочерняя компания Avia Solutions Group) это независимый авиационный учебный центр со штаб-квартирой в Вильнюсе (Литва), который работает по всему миру. Сертифицированная в качестве утвержденной учебной организации (ATO), BAA Training предлагает услуги Ab Initio с фиксированным или вертолетным крылом, типовой рейтинг, бортпроводник, наземное обслуживание, обучение летных диспетчеров, включая курсы онлайн-обучения и имеет возможность ежегодно готовить около 1000 авиационных специалистов. Клиенты BAA Training приезжают из 96 стран. В школе Ab Initio с двумя летными базами в Испании и парком из 22 самолетов обучается более 200 студентов. В настоящее время BAA Training использует 8 полнопилотажных тренажеров (FFS): 4 FFS в учебном центре в Вильнюсе, Литва, 2 FFS в Хошимине, Вьетнам, 1 FFS в городе Чжэнчжоу в Китае, 2 FFS в Барселоне, Испания. Благодаря обширной сети из 69+ FFS в 29+ местах, BAA Training готов предоставить авиационную подготовку по всему миру для более чем 14 типов самолетов.

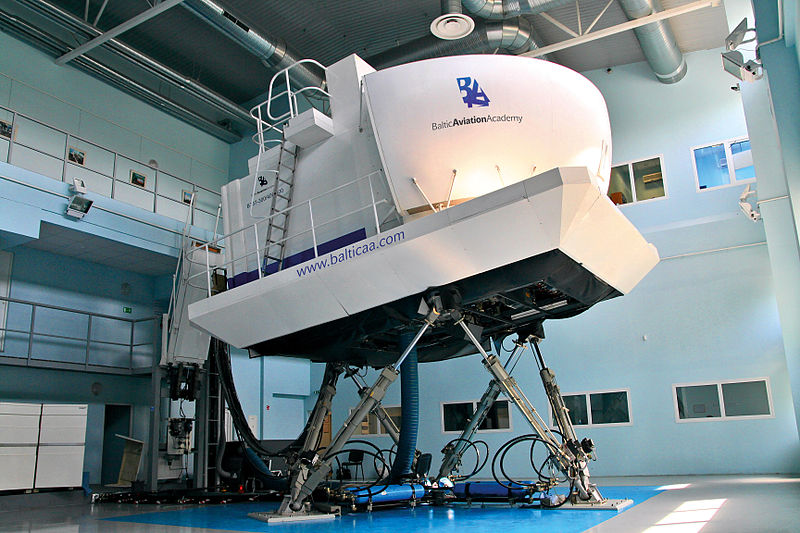

## История
- 2006 - Основание академии
  - Создание Учебного центра flyLAL, полностью принадлежащего группе flyLAL. Центр проводил обучение пилотов и бортпроводников B737CL и SAAB 2000. [1]
- 2008 - Первое тренажерное оборудование для симуляторов.
  - Приобретение первого полнопилотажного тренажера Boeing 737, размещенного в штаб-квартире академии.
  - Установка настоящего тренера по борьбе с пожаром для обучения тушению пожара и дыму в штаб-квартире академии
- 2009 - Смена имени
  - В связи с реализацией новой бизнес-стратегии академия меняет свое название на Baltic Aviation Academy.
- 2011 - Дальнейшее расширение
  - Приобретение полнопилотажного тренажера Airbus A320, установленного на территории академии в Вильнюсе.
  - Приобретение первого Cessna 150 знаменует собой открытие летной школы Ab Initio.
  - Открытие нового направления бизнеса - SimHelp - дополняет перечень услуг по обучению специальными услугами по техническому обслуживанию симуляторов и предоставлением запасных частей.
- 2013 - АТО по требованиям EASA и расширение
  - Авиационный учебный центр Baltic Aviation Academy получает сертификат утвержденной учебной организации EASA.
  - Заказ инструктора FNPT для обучения в летной школе Ab Initio.
  - Основа MOMook - интеллектуального программного обеспечения для управления бизнесом, разработанного специально для авиационных учебных центров. [2]
- 2015 - Ребрендинг компании для международной экспансии
  - Baltic Aviation Academy становится BAA Training. [3]
- 2016 - Новые возможности для клиентов
  - Покупка тренажера Airbus A320 с сенсорным экраном позволяет лучше подготовиться к летному обучению на полном авиасимуляторе и сэкономить время и деньги для клиентов. [4]
  - Инициирование первой кадетской программы. [5]
  - BAA Training создает центр компетенций Emblick, внутренний центр компетенций Avia Solutions Group [6], который открыт для других литовских организаций. [6]
- 2017 - Первая вертолетная кадетская программа
- 2018 - Приобретение тренажера Door and Slide Trainer и расширение
  - Приобретение тренажера Airbus A320 Door and Slide Trainer для обучения бортпроводников и пилотов. [7]
  - BAA Training объявляет о создании новой компании во Вьетнаме. [8]
  - BAA Training открывает новую летную базу в международном аэропорту Лерида-Альгуайре. [9]
  - Парк летной школы Ab Initio достиг 17 самолетов.
  - Приобретение и установка полнопилотажных тренажеров Boeing 737 NG и Airbus A320 в штаб-квартире академии
  - Подписание Меморандума о взаимопонимании с Хэнаньской компанией по развитию и инвестициям в области гражданской авиации (HNCA), в котором объявляется о начале сотрудничества с базирующейся в провинции Хэнань компанией по обучению авиационной техники в Китае.
- 2018 - Дальнейшее развитие обучающих программ: Tapk Pilotu и первая обучающая программа MPL
  - Создание Tapk pilotu - финансирование пилотных тренингов и интеграция с проектом на рынке труда для литовского рынка.
  - Запуск первой программы обучения MPL путем подписания партнерского соглашения с Avion Express.
- 2019 - Продолжается глобальная экспансия и новый крупный клиент для обучения кадетов
  - BAA Training объявляет о планах инвестировать 60 млн евро в глобальное расширение FFS
  - Партнерское соглашение по обучению кадетов с Turkish Airlines.
  - Соглашение о совместном предприятии с Хэнаньской компанией по развитию и инвестированию гражданской авиации (HNCA). [Необходима цитата]
  - Компания открывает учебный центр во Вьетнаме. [10]
- 2020 - Открытие нового учебного центра
  - BAA Training открывает учебный центр в Китае. [11]
- 2021 - Ветер перемен
  - Компания открывает учебный центр в Испании.
  - BAA Training открывает в Испании MRO под названием Avia Repair Co. [12]
  - BAA Training обеспечивает финансирование в размере 31 миллиона евро для своей глобальной экспансии.
  - Компания назначает Мариюса Равойтиса своим новым генеральным директором. [13]
  - BAA Training запускает новую программу оценки типов самолетов Boeing 737 MAX. [14]
  - BAA Training начинает обучение пилотов в виртуальной реальности. [15]
  - BAA Training Vietnam подписывает долгосрочное соглашение с Bamboo Airways о аренде полнофункциональных тренажеров. [16]

### Программы для кадетов
С 2016 года BAA Training начала активно работать с Wizz Air, Turkish Airlines, SmartLynx Airlines, Avion Express, Lao Skyway airlines и авиационной школой BayViet над решениями для обучения кадетов.   

### Программa MPL
В 2019 году, сфокусировавшись на развитии профессиональных авиационных компетенций, BAA Training запустила свою первую лицензию пилота для нескольких пилотов совместно с авиакомпанией-партнером Avion Express. 
| Ab Initio                                     | Ab Initio     |
| --------------------------------------------- | ------------- |
| Лицензия для пилота самолета                  | Возраст - 16+ |
| Лицензия для пилота вертолета                 | Возраст - 16+ |
| Лицензия для пилота коммерческого самолета    | Возраст - 18+ |
| Лицензия пилота для коммерческого вертолета   | Возраст - 18+ |
| Замороженная лицензия пилота авиатранспорта   | Возраст - 18+ |
| Возрастные программы авиакомпании для кадетов | Возраст - 18+ |

| Программы квалификационной отметки | Программы квалификационной отметки             |
| ---------------------------------- | ---------------------------------------------- |
| Airbus A320                        | Программа квалификационной отметки             |
| Airbus A320                        | Программа квалификационной отметки А320 (DGCA) |
| Airbus A320                        | Квалификация кросс-экипажа CCQ                 |
| ATR 42                             | Программа квалификационной отметки             |
| ATR 72                             | Программа квалификационной отметки             |
| ATR 72-600                         | Программа квалификационной отметки (DGCA)      |
| Boeing 737 CL                      | Программа квалификационной отметки             |
| Boeing 737 NG                      | Программа квалификационной отметки (DGCA)      |
| Boeing 737 CL+NG                   | Программа квалификационной отметки             |
| Boeing 757                         | Программа квалификационной отметки             |
| Boeing 767                         | Программа квалификационной отметки             |
| Boeing 737 MAX                     | Программа квалификационной отметки             |
| Boeing                             | Обучение для различий                          |
| Bombardier CRJ 100/200             | Программа квалификационной отметки             |
| Bombardier CRJ 700/900             | Программа квалификационной отметки             |
| Bombardier Dash 8 – 400            | Программа квалификационной отметки             |
| Embraer 135/145                    | Программа квалификационной отметки             |
| Embraer 170/190                    | Программа квалификационной отметки             |

Другие курсы включают в себя: бортпроводников, наземное обслуживание, летных диспетчеров, обучение, включая онлайн-курсы. 
В дополнение к учебной базе в Вильнюсе, Литва, BAA Training проводит обучение по типовой оценке для 14+ типов самолетов на 69+ полнопилотажных тренажерах в более чем 29 регионах Европы, Южной Америки, Африки и Азии. 

## Глобальное расширение

### BAA Training в Европе
В 2018 году BAA Training добавила новую летную базу в международном аэропорту Лерида-Альгуайр в Испании, чтобы обеспечить круглогодичное обучение своих студентов.
К концу 2019 года BAA Training эксплуатировала 4 полнопилотажных тренажера в Вильнюсе: два Airbus A320CJ, один Boeing 737 Classic и один Boeing 737NG. Однако из-за растущего числа пилотов-студентов Ab Initio и глобального спроса на пилотов компания объявила о планах расширить свой флот шестью дополнительными единицами в Европе и Азии.
В 2020 году компания объявила о создании учебного центра BAA Training Spain недалеко от Барселоны-Эль-Прат. Всего он рассчитан на размещение 7 полнопилотажных тренажеров. Первые 2 должны быть готовы к обучению к сентябрю 2020 года. 

### Обучение BAA во Вьетнаме
В 2018 году BAA Training объявила о создании новой компании во Вьетнаме - BAA Training Vietnam, которая к 2023 году планирует управлять учебным центром из 4 полнопилотажных тренажеров. В сентябре 2019 года BAA Training Vietnam получила сертификат ATO и начала свою деятельность в 2019 году с первый полнопилотажный тренажер Airbus A320, а второй тренажер, как ожидается, начнет работать в феврале 2020 года. 

### BAA Training в Китае
С подписанием совместного предприятия с HNCA в 2019 году BAA Training приступила к созданию учебного центра с шестью полными симуляторами полета, BAA Training China. Церемония закладки первого камня положила начало строительству BAA Training China. BAA Training China открылась в июне 2020 года, первый тренажер работает с августа 2020 года. 